# Jean Bretonnel
Jean Bretonnel est un entraîneur et promoteur de boxe français né le 18 janvier 1910 à Paris 16e et mort le 14 février 1990 à Saint-Mandé.

## Biographie
Dès son adolescence, la carrière de Jean Bretonnel semble se diriger vers le cyclisme sous les couleurs du Voltaire-Sportif, mais il se passionne pour le noble art où son frère aîné Fred décroche le titre de champion d'Europe des légers en 1924. Il devient organisateur de soirées de boxe à tout juste 15 ans. Il organise des galas aux Folies-Belleville avec son ami Georges Février, puis trois ans plus tard, il coiffe la casquette de manager. Ses débuts sont difficiles, d’autant que la vie lui arrache son frère Fred qui se suicide.
Le jeune Bretonnel loue un  local au 22 Rue du Faubourg-Saint-Denis près du Central sporting club, et qui ouvre bientôt ses portes sur un club de boxe, qui fera suite à  sa première salle, rue de Vaugirard.
Parmi les champions que Jean Bretonnel entraînera, il faut citer Raymond Lepage, champion de France des poids lourd en 1935, Robert Bourdet, champion de France des poids coq, Assane Diouf, et Omar Kid Le Noir.
À la déclaration de la Seconde Guerre mondiale, il est incorporé et c’est son épouse Lucienne, dite Madame Jean qui veillera sur la salle.
De retour, à la fin de la guerre, il organise des combats à l’Élysée Montmartre. Il traverse le Faubourg Saint-Denis pour implanter sa salle au no 23 et fait la connaissance de Robert Villemain qui trois ans après ses débuts professionnels apportera à «Monsieur Jean» son premier titre européen (poids welters), en février 1947.
Fort de leur victoire, le duo découvre en 1948 en l’Amérique, l’eldorado de la boxe.
Après 25 ans de séparation, Bretonnel y retrouve son père.
Malgré l’échec devant Jake LaMotta, le taureau du Bronx, au Madison Square Garden le 25 mars 1949 dans un match controversé, Villemain se fait vite un nom.  Il prend sa revanche en décembre 1949 dans un combat où LaMotta refusera de mettre en jeu son titre de champion du monde.
Jean Bretonnel perd un boxeur, en la personne du  poids coq Mustapha Mustaphaoui, victime d'une congestion cérébrale des suites d'un combat.
En mars 1950, Villemain bat Kid Gavilan, mais s'incline à deux reprises devant Sugar Ray Robinson (juin et décembre 1950). Il décide d’arrêter sa carrière en 1952. 
L’entraîneur parisien s'attache au champion de France des poids moyens 1952, Pierre Langlois pour commencer une seconde carrière aux États-Unis où il s’installe avec sa famille pendant une dizaine de mois. Pendant ce temps à Paris, la direction de sa salle est confiée à Philippe Philippi.
Ce sont dix boxeurs qui le suivent outre-Atlantique dont trois vont lui offrir un coup d’éclat par un «triplé américain» : 
- Jacques Royer-Crécy vainqueur de  Ralph Tiger Jones le 14 mai 1954 ;
- Hocine Khalfi  vainqueur de Sandy Saddler le 17 mai 1954 ;
- Pierre Langlois  vainqueur de  Joey Giardello le 21 mai 1954.

Malheureusement, le 25 décembre suivant à San Francisco, Pierre Langlois s'incline sur blessure au 11e round devant Carl Bobo Olson, champion du monde en titre des moyens .
De retour en France, Jean Bretonnel intègre dans son écurie, entre autres : Marcel Pigou, Antoine Martin et François Pavilla en 1959, Germinal Ballarin  et héberge Laszlo Papp. 
Puis deviendront ces élèves, les frères Warusfel, Roger Zami et Jean-Baptiste Rolland, avant un certain Jean-Claude Bouttier.
Le 9 juin 1971, le populaire mayennais s’empare du titre européen des moyens, mais échoue à deux reprises en 1972 et 1973, face à l'Argentin Carlos Monzon, pour la ceinture mondiale. 
Jean Bretonnel s’attache également Jean Mattéo en 1975, Louis Acaries, Pierre Joly et  Saïd Skouma en 1987 pour tenter une dernière fois de décrocher une ceinture mondiale… le seul trophée qui manquera à son palmarès.
Il s’éteint le 14 février 1990 à l'âge de 80 ans. 
« Jean Bretonnel, c'était un physique à la Gabin, une chemise noire et une gouaille de titi parisien ».